# Гость на свадьбе
«Гость на свадьбе» (англ. Wedding Guest) — экшн-триллер 2018 года сценаристом и режиссёром выступил Майкл Уинтерботтом. В главных ролях Дев Патель, Радхика Апте и Джим Сарбх .
Мировая премьера фильма состоялась на Международном кинофестивале в Торонто 8 сентября 2018 года.

## Сюжет
Джей точно спланировал похищение девушки с нежелательной свадьбы, чтобы та смогла воссоединиться с любимым парнем, но вскоре все идет не по плану.

## В ролях
- Дев Патель — Джей
- Радхика Апте — Самира
- Джим Сарбх — Дипеш

Кроме того, Хариш Кханна сыграл Нитина, который предоставляет Джею поддельные документы в Джайпуре.

## Производство
В ноябре 2017 года стало известно, что Дев Патель присоединился к актерскому составу фильма, а Майкл Уинтерботтом поставит фильм по собственному сценарию.

## Релиз
Мировая премьера фильма состоялась на Международном кинофестивале в Торонто 8 сентября 2018 года.

## Прием критиков
На сайте Rotten Tomatoes фильм имеет рейтинг одобрения 43 % на основе 67 обзоров, с оценкой в 5,61 / 10. На Metacritic он имеет средневзвешенный балл 57 из 100 на основе 25 обзоров, что означает «смешанные или средние отзывы».